# Pouso Redondo
Pouso Redondo is een gemeente in de Braziliaanse deelstaat Santa Catarina. De gemeente telt 14.510 inwoners (schatting 2009).

## Aangrenzende gemeenten
De gemeente grenst aan Braço do Trombudo, Mirim Doce, Otacílio Costa, Ponte Alta, Rio do Oeste, Taió en Trombudo Central.

## Verkeer en vervoer
De plaats ligt aan de wegen BR-470 en SC-114.